# Cmentarzyk partyzancki w Dolinie Łatanej

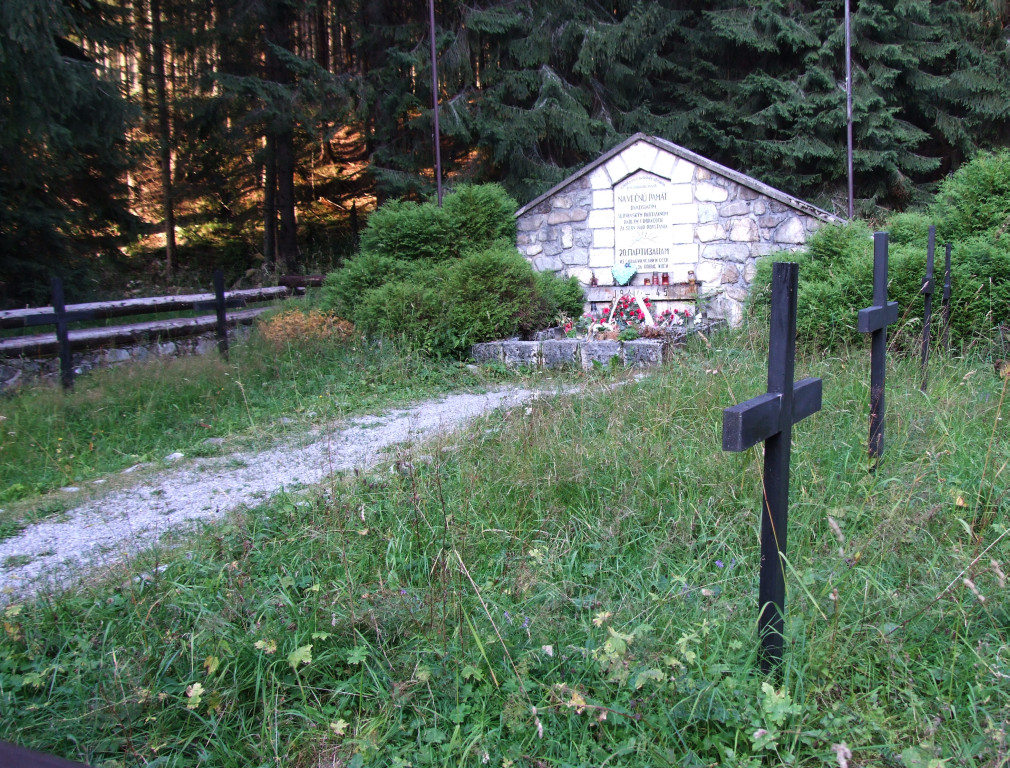
Cmentarzyk partyzancki

Cmentarzyk partyzancki w Dolinie Łatanej (słow. partizánsky cintorín) – cmentarz partyzantów w słowackich Tatrach Zachodnich w Dolinie Łatanej. Znajduje się on przy drodze prowadzącej tą doliną, ok. 300 m od skrzyżowania dróg w Zwierówce. Pochowano tutaj partyzantów słowackich i radzieckich, którzy 9 grudnia 1944 r. polegli w bitwie stoczonej z Niemcami w Dolinie Zuberskiej. W miejscu tym przed II wojną światową stało schronisko turystyczne. Stacjonował w nim sztab dużego oddziału I Słowackiej Brygady Partyzanckiej dowodzonej przez Piotra A. Wieliczkę. Partyzanci zostali zaskoczeni przez Niemców, którzy podeszli z niespodziewanego kierunku – od strony Osobitej. W trakcie 12-godzinnej walki poległo 21 partyzantów, 16 zaginęło, a ponad 30 zostało rannych. Schronisko Niemcy spalili. Później 20 poległych partyzantów pochowano obok spalonego schroniska. We wrześniu 1947 r. odsłonięto tu tablicę pamiątkową. Cmentarzyk jest ogrodzony.
W listopadzie 2001 r. na Cmentarzyku zostały złożone prochy Polaka – Stanisława Majewskiego, który jako 16-letni chłopak brał czynny udział w bitwie. Decyzja ta była zgodna z jego ostatnią wolą.
Dla rannych partyzanci posiadali w domku robotników leśnych na stokach Skrajnego Salatyna szpitalik partyzancki. Jednak po spaleniu magazynu żywności, w sytuacji dużych mrozów i obecności Niemców w okolicy, znaleźli się oni w trudnej sytuacji. 12 lutego 1945 r. w czasie śnieżnej wichury wyprawa ratunkowa polskiego oddziału TOPR przetransportowała rannych wraz z personelem przez Łuczniańską Przełęcz i Dolinę Chochołowską do Zakopanego.

## Szlaki turystyczne
– żółty szlak łączący dawny szpital partyzancki na zboczach Salatynów ze Zwierówką oraz Doliną Łataną, Zabratową Przełęczą i Rakoniem.
- Czas przejścia od szpitalu do schroniska w Zwierówce: 55 min, ↑ 1:25 h
- Czas przejścia ze schroniska na przełęcz: 2:45 h, ↓ 2:15 h
- Czas przejścia z przełęczy na Rakoń: 30 min, z powrotem tyle samo